# 椎葉村十根川
椎葉村十根川（しいばそんとねがわ）は、宮崎県東臼杵郡椎葉村にある重要伝統的建造物群保存地区。椎葉村下福良の一部、約39.9haの範囲である。

## 概要
椎葉村十根川は、宮崎県東臼杵郡椎葉村下福良にある十根川集落と大久保集落と周辺の山林を含む山村集落であり、周囲を山林に囲まれた谷間の南斜面に形成されている。
住居形態は椎葉型と呼ばれており、独特の建築様式の民家と馬屋や蔵が一列平面形式で配置されている。斜面に築かれているため、屋敷地は石垣で造成されており、各所に石段が用いられている。重なり合う石垣と萱が、緑豊かな山林と調和し独特の景観を形成している。この石垣は、集落全域に分布しており高さ4m、長さ40mを越えるものもある。
1998年12月25日に、重要伝統的建造物群保存地区に選定された。

## 重要伝統的建造物群保存地区データ
地区名称：椎葉村十根川
種別：山村集落
選定年月日：1998年12月25日
選定基準：（3）伝統的建造物群及びその周囲の環境が地域的特色を顕著に示しているもの
面積：39.9ha

## 主な建造物・施設
- 十根川神社
- 八村杉
- 大久保のヒノキ

## アクセス
- 宮崎空港より車で東九州自動車道を利用し日向インターチェンジから国道327号、国道265号を通り約3時間
- 熊本空港より車で国道443号、国道218号、国道265号を通り約2時間
- JR九州日豊本線日向市駅から車で国道327号、国道265号を通り約1時間45分
- JR九州日豊本線延岡駅から車で国道218号、国道388号、国道327号、国道265号を通り約2時間15分
- JR九州肥薩線およびくま川鉄道湯前線人吉駅から車で国道219号、国道388号、国道265号を通り約3時間

## 周辺情報
- 椎葉厳島神社
- 那須家住宅（通称：鶴富屋敷） - 国の重要文化財
- 上椎葉ダム
- 椎葉民俗芸能博物館
- 松尾の大イチョウ
- 白水の滝